# Brighton Rock (1948)
Brighton Rock (in Deutschland auch: Finstere Gassen) ist ein britischer Thriller im Stile des Film noir aus dem Jahre 1948, der unter Leitung der Boulting-Geschwister nach Graham Greenes Roman Brighton Rock von 1938 entstand. In der Hauptrolle des sadistischen, erst 17-jährigen Gangsters Pinkie Brown spielte (der damals 25-jährige) Richard Attenborough, der durch diesen Erfolg erstmals einem breiten Publikum bekannt wurde. Das British Film Institute wählte Brighton Rock im Jahre 1999 auf Platz 15 der größten britischen Filme aller Zeiten.

## Handlung
England in den 1930er-Jahren: Der Zeitungsreporter Fred Hale kehrt unter falschem Namen in die Küstenstadt Brighton zurück, um dort für ein Gewinnspiel seiner Zeitung Glückskarten zu verstecken. Einst hatte Hale in Brighton mit einem Artikel einen mit ihm befreundeten Gangsterboss verraten, der daraufhin erschossen wurde. Die Bande des erschossenen Gangsters existiert immer noch, nun angeführt von dem psychopathischen Jugendlichen Pinkie Brown. Es dauert nicht lange, bis man von Fred Hales Ankunft erfährt und sich auf die Jagd nach ihm macht. Hale versucht sich am Brighton Pier vor den Gangstern in einer Geisterbahn zu verstecken, doch Pinkie steigt neben ihm ein und stürzt Hale während der Fahrt ins Meer. Die weiteren Glückskarten der Zeitung werden von Pinkies ältestem Bandenmitglied Spicer verteilt, damit es so aussehen soll, als ob Hale später am Tag verunglückt sei und Pinkie dann ein Alibi hat. 
Der Plan geht zunächst perfekt auf, die Polizei vermutet hinter Hales Tod einen Unfall und keinen Mord. Doch zwei Frauen bereiten Pinkie Sorgen: Zum einen das Showgirl Ida Arnold, die mit Hale am Mordabend verabredet war und dessen Ängste vor den Gangstern bemerkt hatte; zum anderen die Kellnerin Rose, die beobachtet hatte, dass eine der Glückskarten nicht von Hale verteilt wurde, sondern von Spicer. Pinkie fürchtet die unliebsame Zeugin Rose, da sie das Mordverbrechen aufklären könnte. Er macht sich an Rose heran. Sie weiß nichts von Pinkies düsteren Machenschaften und seiner Verwicklung in den Mord von Hale; fast sofort verliebt sie sich in ihn. Schnell führt Pinkie sie an den Traualtar, obgleich beide erst 17 Jahre alt sind, damit sie als Ehefrau nicht gegen ihn aussagen kann.
Unterdessen betätigt sich Ida Arnold als Hobby-Detektivin, um den mysteriösen Tod von Hale aufzuklären. Sie stellt viele unangenehme Fragen und kommt Pinkies Bande allmählich auf die Schliche kommt. Der in die Enge getriebene Pinky sieht im alten Spicer seinen Schwachpunkt und bringt ihn um, indem er ihn durch ein brüchiges Treppengeländer stürzen lässt. Parallel gerät Pinkies Bande in einer Krise, da eine andere Gangsterbande allmählich die Macht über die Rennbahn in Brighton erlangt. Pinkie entscheidet sich dafür, die unliebsame Mordzeugin Rose zu töten und dann die Stadt zu verlassen.
Pinkie berichtet Rose, dass er jeden Moment von der Polizei gefasst werden könnte und sie daher gemeinsam Selbstmord begehen sollten – zuerst sie, dann er (was er aber natürlich nicht vorhat). Doch der Rückhalt von Pinky in seiner Bande ist nach dem überaus hinterhältigen Mord an Spicer zusehends geschwunden. Ida Arnold und Pinkys Bandenmitglied Dallow, das einem Mord an Rose nicht tatenlos zusehen will, verständigen die Polizei und schaffen es, Rose gerade noch vom Selbstmord abzuhalten. Auf der Flucht vor der Polizei ertränkt Pinkie sich am Pier. Die weiterhin naive Rose beweint den Toten und glaubt immer noch, dass er sie wirklich geliebt habe.

## Filmtitel
Der englische Titel bezieht sich auf die traditionelle englische Süßigkeit stick of rock, welche einer Zuckerstange ähnelt. In Brighton wird diese auch als Brighton Rock bezeichnet und ist ein beliebtes Souvenir. Typischerweise wird diese auf raffinierte Weise so hergestellt, dass in ihrem Zentrum ein kurzer Text wie etwa „Brighton Rock“ lesbar ist. Gegen Ende des Filmes bezieht sich Ida darauf, indem sie sagt, Menschen würden sich nicht ändern, so wie bei einem Stück Brighton Rock immer derselbe Text zu lesen sei, egal wie weit man die Stange abgebissen habe. Damit möchte sie Rose verdeutlichen, dass ihr Geliebter Pinkie ein unverbesserlicher Unmensch sei.

## Kritiken
Brighton Rock gilt als eines der hervorragendsten Beispiele des britischen Film noir. Beim Kritikerportal Rotten Tomatoes besitzt er, basierend auf 20 Kritiken, eine positive Wertung von 95 %.

„Brighton Rock aus dem Jahre 1947 nach dem gleichnamigen Roman des britischen Schriftstellers Graham Greene, der auch gemeinsam mit Terence Rattigan das Drehbuch verfasste, ist ein schattenreich-düsterer Film Noir par exellence, der sowohl durch seine kriminalistische Dimension als auch durch seine tragische, fatale "Liebesgeschichte" zu überzeugen weiß. Unter den stringent gezeichneten Charakteren besticht vor allem ein kühl-charmanter Richard Attenborough als 17-jähriger Bandenboss Pinkie, dessen drastische Entwicklung nach dem Mord an Hale eine schauspielerische Glanzleistung darstellt. Der Film, dessen Inszenierung bis ins Detail hinein und bis zum ambivalent-barmherzigen Schluss gleichermaßen packend wie kunstvoll gelungen ist, entstand innerhalb einer Zusammenarbeit der Brüder Boulting, wobei John als Regisseur genannt wird und Roy als Produzent aufgeführt wird.“

„Ein stimmungsvoller Film mit aussagestarken Charakteren, der aber ein wenig unter einer schwerfälligen Regie leidet.“

„Nach dem 1938 erstmals erschienenen gleichnamigen Roman von Graham Greene drehte John Boulting diesen stark inszenierten und gespielten Thriller im Stil des Film noir. "Brighton Rock" gilt bis heute als einer der besten britischen Thriller aller Zeiten und hält sich relativ genau an die literarische Vorlage. Der spätere Erfolgsregisseur Richard Attenborough gibt in der Rolle des Kleinganoven eine prächtige Vorstellung seiner Schauspielkunst, ebenso gelungen agiert William Hartnell als sein Komplize.“

## Neuverfilmung
2010 wurde Graham Greenes Roman abermals vom britischen Regisseur Rowan Joffé verfilmt, wobei die Filmhandlung in die 1960er-Jahre verlegt wurde. Siehe: Brighton Rock (2010)